# Secret Messages
Secret Messages es el décimo álbum de estudio de la banda británica Electric Light Orchestra, publicado por la compañía discográfica Jet Records en junio de 1983.

## Historia
Secret Messages fue originalmente planeado como un álbum doble, pero el grupo fue advertido por CBS Records, distribuidora de Jet Records, de que producir un álbum doble elevaría los costes de producción. La versión finalmente publicada del álbum fue grabada de forma digital y supuso la primera publicación de la Electric Light Orchestra en disco compacto. Seis de las canciones del frustrado doble álbum aparecieron posteriormente como caras B de varios sencillos y en la caja recopilatoria Afterglow (1990), incluyendo «Hello My Old Friend», un homenaje de ocho minutos a la ciudad natal del grupo, Birmingham. Otros temas también aparecieron en la versión remasterizada publicada en 2001, como la versión original de «Endless Lies», posteriormente regrabada en Balance of Power (1986).
Secret Messages, tal y como su título sugiere, está repleto de mensajes ocultos en forma de backmasking, algunos de ellos obvios. Supuso, además, la segunda respuesta irónica de Jeff Lynne a las acusaciones que le inculpaban de incluir mensajes satánicos en sus primeros trabajos con la Electric Light Orchestra, realizadas por grupos fundamentalistas cristianos. En el álbum Face the Music, ofreció una respuesta similar con un backmasking al comienzo de la canción «Fire on High». En Gran Bretaña, la portada de Secret Messages presentaba una advertencia a menores de edad debido a la presencia de mensajes ocultos.  
El álbum fue el último que contó con el bajista Kelly Groucutt, el conductor Louis Clark y verdaderos instrumentos de cuerda, así como el último trabajo publicado con Jet Records. El álbum contó también con la reaparición del violinista Mik Kaminski, tras su última incursión en la banda con el álbum Out of the Blue (1977), tocando un solo de violín en la canción «Rock 'n' Roll is King».

## Álbum doble
El 3 de agosto de 2018, se lanzó el álbum doble de Secret Messages después de 35 años, con casi todas las canciones inéditas, a excepción de Beatles Forever, canción homenaje a los Beatles, la cual nunca fue lanzada. Parte de su progresión musical se incluyó en la canción solista de Jeff Lynne, Video!, una de sus contribuciones a la película de 1984 Electric Dreams.

## Recepción
Tras su publicación, Secret Messages obtuvo reseñas mixtas de la prensa musical. Richie Unterberger, de Allmusic, escribió: «Originalmente concebido como un álbum doble, y sabiamente reducido a uno, Secret Messages era rutina, Electric Light Orchestra formulista. Los ganchos de Lynne y la densa producción estaban todavía en vigor, pero suena más mecanizado y sin corazón que de costumbre, debido en parte al exceso de sintetizadores en algunos temas». Por otra parte, Kevin Mathews, de PopMatters, escribió sobre la edición remasterizada y publicada en 2001: «Apartándose de los complicados arreglos orquestales de la década de 1970 y los efectos especiales conocedores de la tecnología en Discovery y Time, Secret Messages marcó el comienzo de un periodo de "vuelta a lo básico" para Lynne donde el trabajo con la guitarra acústica sería el centro de atención por encima de los sintetizadores previamente ubicuos. Canciones como la maravillosa "Take Me On and On", la melancólica "Letter from Spain", la soñadora "Stranger", la bluesy "Loser Gone Wild" y el homenaje roquero de "Four Little Diamonds" y "Rock 'n' Roll is King" presagian gran parte de la producción de los últimos días de Lynne con Tom Petty, George Harrison, Del Shannon, Roger McGuinn, Roy Orbison y, por supuesto, Traveling Wilburys».
En el plano comercial, Secret Messages obtuvo un éxito inferior a su predecesor, Time, alcanzando su máxima posición en el Reino Unido con un cuarto puesto en la lista UK Albums Chart. En el país, el álbum fue certificado a los pocos meses como disco de oro al superar las 60 000 copias vendidas, un registro inferior a Time, que al mes de su publicación, logró un disco de platino. En los Estados Unidos, Secret Messages alcanzó el puesto 36 de la lista Billboard 200, la peor posición para un disco del grupo desde el lanzamiento de On the Third Day (1973).
Secret Messages fue promocionado con tres sencillos: «Rock 'n' Roll is King», top 10 en países como Irlanda, Países Bajos y Sudáfrica, «Secret Messages» y «Four Little Diamonds». En los Estados Unidos, Jet Records también publicó «Stranger» como cuarto sencillo promocional. Por otra parte, «Letter from Spain» fue utilizada como música de fondo en varios anuncios de los Juegos Olímpicos de Barcelona 1992.

## Lista de canciones
Todas las canciones escritas y compuestas por Jeff Lynne. 
| Cara A |                                                              |          |  |
| N.º    | Título                                                       | Duración |  |
| 1.     | «Secret Messages»                                            | 4:44     |  |
| 2.     | «Loser Gone Wild»                                            | 5:27     |  |
| 3.     | «Bluebird»                                                   | 4:13     |  |
| 4.     | «Take Me On and On»                                          | 4:57     |  |
| 5.     | «Time After Time (solo disponible en versiones CD y casete)» | 4:01     |  |

| Cara B |                         |          |  |
| N.º    | Título                  | Duración |  |
| 1.     | «Four Little Diamonds»  | 4:05     |  |
| 2.     | «Stranger»              | 4:27     |  |
| 3.     | «Danger Ahead»          | 3:52     |  |
| 4.     | «Letter from Spain»     | 2:51     |  |
| 5.     | «Train of Gold»         | 4:20     |  |
| 6.     | «Rock 'n' Roll is King» | 3:49     |  |

| Edición remasterizada de 2001 |                         |          |  |
| N.º                           | Título                  | Duración |  |
| 1.                            | «Secret Messages»       | 4:44     |  |
| 2.                            | «Loser Gone Wild»       | 5:27     |  |
| 3.                            | «Bluebird»              | 4:13     |  |
| 4.                            | «Take Me On and On»     | 4:57     |  |
| 5.                            | «Time After Time»       | 4:01     |  |
| 6.                            | «Four Little Diamonds»  | 4:05     |  |
| 7.                            | «Stranger»              | 4:27     |  |
| 8.                            | «Danger Ahead»          | 3:52     |  |
| 9.                            | «Letter from Spain»     | 2:51     |  |
| 10.                           | «Train of Gold»         | 4:20     |  |
| 11.                           | «Rock 'n' Roll is King» | 3:49     |  |
| 12.                           | «No Way Out»            | 3:28     |  |
| 13.                           | «Endless Lies»          | 3:26     |  |
| 14.                           | «After All»             | 2:23     |  |

| Álbum doble de 2018 |                             |          |  |
| N.º                 | Título                      | Duración |  |
| 1.                  | «Secret Messages»           | 4:44     |  |
| 2.                  | «Loser Gone Wild»           | 5:27     |  |
| 3.                  | «Bluebird»                  | 4:13     |  |
| 4.                  | «Take Me On and On»         | 4:57     |  |
| 5.                  | «Stranger»                  | 4:27     |  |
| 6.                  | «No Way Out»                | 4:05     |  |
| 7.                  | «Letter from Spain»         | 2:51     |  |
| 8.                  | «Danger Ahead»              | 3:52     |  |
| 9.                  | «Four Little Diamonds»      | 4:12     |  |
| 10.                 | «Train of Gold»             | 4:22     |  |
| 11.                 | «Endless Lies»              | 3:26     |  |
| 12.                 | «Building Have Eyes»        | 4:04     |  |
| 13.                 | «Rock 'n' Roll is King»     | 3:10     |  |
| 14.                 | «Mandalay»                  | 5:20     |  |
| 15.                 | «Time After Time»           | 3:56     |  |
| 16.                 | «After All (versión corta)» | 0:41     |  |
| 17.                 | «Hello My Old Friend»       | 8:37     |  |

## Personal
- Jeff Lynne
- Kelly Groucutt
- Richard Tandy
- Bev Bevan
- Mik Kaminski
- Dave Morgan

## Posición en listas
| País           | Lista                        | Posición |
| -------------- | ---------------------------- | -------- |
| Alemania       | Media Control Top 100 Albums | 6        |
| Austria        | Ö3 Austria Top 40            | 11       |
| Australia      | ARIA Albums Chart            | 19       |
| Canadá         | RPM Albums Chart             | 20       |
| Estados Unidos | Billboard 200                | 36       |
| España         | Promusicae Albums Chart      | 13       |
| Francia        | SNEP Albums Chart            | 15       |
| Japón          | Oricon LP Chart              | 35       |
| Noruega        | Top 40 Albums                | 5        |
| Nueva Zelanda  | New Zealand Albums Chart     | 13       |
| Países Bajos   | MegaCharts                   | 7        |
| Reino Unido    | UK Albums Chart              | 4        |
| Suecia         | Albums Top 60                | 11       |

| Sencillo                | País           | Lista                          | Posición |
| ----------------------- | -------------- | ------------------------------ | -------- |
| «Rock 'n' Roll is King» | Alemania       | Media Control Top 100 Singles  | 17       |
| «Rock 'n' Roll is King» | Australia      | ARIA Singles Chart             | 13       |
| «Rock 'n' Roll is King» | Austria        | Austrian Singles Chart         | 16       |
| «Rock 'n' Roll is King» | Canadá         | RPM Singles Chart              | 8        |
| «Rock 'n' Roll is King» | Estados Unidos | Billboard Hot 100              | 19       |
| «Rock 'n' Roll is King» | Irlanda        | Irish Singles Chart            | 4        |
| «Rock 'n' Roll is King» | Países Bajos   | Dutch Top 40                   | 8        |
| «Rock 'n' Roll is King» | Reino Unido    | UK Singles Chart               | 13       |
| «Rock 'n' Roll is King» | Sudáfrica      | South Africa Singles Chart     | 7        |
| «Secret Messages»       | Irlanda        | Irish Singles Chart            | 14       |
| «Secret Messages»       | Reino Unido    | UK Singles Chart               | 48       |
| «Four Little Diamonds»  | Estados Unidos | Billboard Hot 100              | 86       |
| «Four Little Diamonds»  | Reino Unido    | UK Singles Chart               | 84       |
| «Stranger»              | Estados Unidos | Bubbling Under Hot 100 Singles | 105      |

## Certificaciones
| Fecha                   | País        | Organismo certificador | Certificación | Ventas certificadas |
| ----------------------- | ----------- | ---------------------- | ------------- | ------------------- |
| 1 de septiembre de 1983 | Canadá      | CRIA                   | Oro           | 50 000              |
| 20 de julio de 1983     | Reino Unido | BPI                    | Plata         | 60 000              |